# Villedieu-sur-Indre
Villedieu-sur-Indre település Franciaországban, Indre megyében. Lakosainak száma 2615 fő (2022. január 1.). Villedieu-sur-Indre Buzançais, La Chapelle-Orthemale, Chezelles, Neuillay-les-Bois, Niherne, Saint-Lactencin és Saint-Maur községekkel határos.

## Népesség
A település népessége az elmúlt években az alábbi módon változott:
| Lakosok száma | 2326 | 2276 | 2158 | 2672 | 2774 | 2745 | 2697 | 2687 | 2679 | 2615 |
|               | 1968 | 1982 | 1990 | 2006 | 2013 | 2015 | 2017 | 2019 | 2020 | 2022 |